# 別列濟夫卡河 (拉多斯塔夫卡河支流)
貝雷濟夫卡河（烏克蘭語：Березівка），是烏克蘭西部的河流，屬於拉多斯塔夫卡河的支流。該河發源自布茲洛韋以東，流經利維夫州的舍普季茨基區，河道全長13公里，流域面積90.7平方公里。